# Alou
L'alou era el règim de tinença de béns immobles, generalment terres, pel qual el senyor feudal (l'aloer) tenia el domini complet, absolut i lliure sobre les seves propietats. Era un concepte antagònic al del contracte de precària o de l'emfiteusi, on el domini útil (dret d'ús) de la terra se cedia usualment a un pagès, que havia de pagar a canvi un tribut o cens. Es deia que un domini (per exemple d'un monestir) era alodial perquè no restava sotmès a cap altre senyor.

## Etimologia
Alou prové de l'antiga llengua germànica alt (variant al), que significava «antic», i ôd que significava «possessió». En llengua franca formà alôd o allod, que significava domini (od) íntegre (all), un patrimoni lliure i exempt de tota obligació personal. En neerlandès es preserva la forma al-oud que vol dir antiquíssim, i així mateix la paraula alou és present a la Lex Salica dels francs (507-511).

## Característiques

### La teoria
La propietat plena dels béns immobles comporta que l'aloer és lliure de tota càrrega senyorial, ja sigui en forma de «cens» (pagament de renda) o de prestació personal. És per aquesta raó que els juristes medievals assenyalaren que l'aloer no tenia altre senyor superior sinó Déu.

### La pràctica
No obstant això, ja des del segle XI es té constància d'un ús variat i heterogeni del concepte alou. Pierre Bonnassie va destacar que el procés feudalitzador català del nou mil·lenni va consistir en la transformació forçosa de la multitud d'alous pagesos en tinences feudals, però sense que es deixés d'utilitzar la paraula, que per tant va diversificar els seus significats.
Per tal de mantenir la independència respecte als nobles més poderosos, fou molt corrent que els senyors feudals s'anomenessin a si mateixos senyors aloers (senyor directe i alodial, com a antagònic de senyor útil i propietari), per aquest motiu la historiografia va encunyar el concepte d'alou feudal. Certament continuaven havent-hi pagesos aloers autèntics, que d'alguna manera podien demostrar posseir les seves terres en alou lliure: Tant era així que els pagesos procuraven declarar també les terres que posseïen en alou fiscal (lliures de les imposicions senyorials) en els capbreus medievals on els senyors exigien fer constar els seus drets sobre els pagesos.

## Regulació jurídica
Segons el dret consuetudinari català codificat en forma de Costum, es considerava d'entrada que totes les terres per nobles vassalls en el terme d'un feu pertanyien al domini directe del senyor feudal; aquesta presumpció jurídica només es podia revocar si es demostrava que els béns es posseïen en alou. Aquesta presumpció contradeia el criteri dels romanistes italians que pressuposaven que en cas de dubte, els béns s'havien de suposar tinguts en alou i no en feu.
De fet al sud del país se seguia aquesta última interpretació, ja que als Costums de Tortosa hom pressuposava d'entrada que els béns immobles propietat dels ciutadans i habitants de la ciutat es tenien en «franc alou», excepte aquells que expressament es demostrava que eren posseïts en emfiteusi o parceria.

### Vigència
Malgrat que el «franc alou» és la forma de propietat privada per antonomàsia avui en dia, el terme s'ha perdut en la terminologia jurídica actual. Es manté a Mallorca recollit en la compilació del dret civil balear (1961), però en un sentit totalment oposat a l'històric i aplicant-se a un bé on s'ha escindit el domini directe i el domini útil, és a dir, com a sinònim d'emfiteusi.

## Alguns alous històrics dels Països Catalans i toponímia actual
- Alou de Cuixà
- Alou de Llec
- Alou de Vallmanya
- Alou de Vallestàvia
- Alou de Tarerac
- Alou d'Arboçols
- Alou de Catllar
- Alou de Campllong
- Alou de Balaguer
- Alou de Sautó unificat amb la vila de Sautó
- Alou de la Llagona
- Alou dels Angles i Matamala
- Alou de Rigolissa
- Alou de Bolvir
- Alou d'Orús
- Alou de Bolquera
- Alou de Vall de Santa Creu
- Alou de Tavèrnoles i Sornià
- Alous d'Illa de la Tet
- Alous de Tuïr
- Alou comtal de Peracalç i Ortolanes
- Alous al Rasès
- Alou comtat de Besalú
- Alous al comtat d'Osona

El topònim Salou n'és un topònim derivat, format per aglutinament de l'article salat s'Alou, és a dir, l'alou.